# Deutscher Design Club
Der Deutsche Design Club (DDC), bis März 2024 Deutscher Designer Club, ist ein Verein zur Förderung von guter Gestaltung. Im deutschsprachigen Raum sieht sich der DDC als führender Club für Gestalterinnen und Gestalter aller Disziplinen.

## Geschichte und Zielsetzung des Vereins
Der Verein wurde im Jahr 1989 von Tassilo von Grolman, Lothar Erdmann, Olaf Leu, Gerd A. Müller (†), Christian Steguweit, Joachim Stenger und Hans Welling (†) mit dem Ziel gegründet, „gute Gestaltung“ zu fördern. Sie habe nicht nur ihren „künstlerischen“ Wert, sondern sei auch ein unverzichtbarer, sogar treibender Faktor des wirtschaftlichen Erfolges. Der Verein vernetzt unterschiedliche Gestaltungsdisziplinen und fördert die interdisziplinäre Kommunikation. Ziel sei es, gemeinsam mit Auftraggebern und Ausbildungsstätten für Designer die Qualität der Gestaltung zu verbessern. Der DDC sieht sich als Stimme für alle Design-Disziplinen. Mit seinen Plattformen will er den interdisziplinären Austausch und die Vernetzung fördern. Auch junge Talente sollen gefördert werden, um die Kreativbranche nachhaltig zu gestalten. Design verstehen die Mitglieder des DDC ganzheitlich: „Gutes Design schafft nachhaltig Wert für die Gesellschaft.“ Der DDC organisiert regelmäßig einen Wettbewerb und gibt Fachpublikationen heraus.

## Vorstand und Organisation
1997 übernahm Dieter Sieger das Präsidentenamt von Tassilo von Grolman. 1999 übergab er den Club zurück von Münster nach Frankfurt an Thomas Feicht, der vom Jahr 2000 bis 2008 Präsident des DDC war. Das Amt des Präsidenten wurde im Jahr 2009 abgeschafft. Stattdessen wurde ein Sprecher des Vorstands gewählt. Michael Eibes hielt von 2009 bis 2015 dieses Amt inne. Der Vorstand setzte sich aus Niko Gültig, Gregor Ade, Oliver Scherdel, Christian Daul, Wolf Udo Wagner und Peter Zizka zusammen. Der Vorstand des DDC wird regelmäßig für eine Amtszeit von drei Jahren gewählt.
Ab September 2014 bestand der Vorstand aus Michael Eibes, Sprecher des Vorstands, Niko Gültig, Oliver Scherdel und Wolf Udo Wagner. Der Vorstand aus Niko Gültig, als Sprecher, Annette Häfelinger als 1. Stellvertreterin, Volker Stengele als 2. Stellvertreter sowie als Schatzmeister und den weiteren Vorständen Christian Weisser, Stefan Weil und Sandra Wolf bestand ab Juli 2015. Im Februar 2017 sind die Vorstände Stefan Weil und Sandra Wolf aus persönlichen Gründen vorzeitig von ihrem Amt zurückgetreten. Niko Gültig ist im März 2017 aus dem Vorstand ausgetreten.
Im Juni 2017 stellten die amtierenden Vorstände ihr Amt zur Verfügung. Olaf Deneberger, Rainer Gehrisch und Nicolas Markwald wurden als neue Vorstände gewählt. Sie waren als Vorstand bis März 2021 im Amt. Seit 1. März 2021 bestand der Vorstand mit einer Doppelspitze aus Bettina Knoth als Sprecherin und Rolf Mehnert als Sprecher, Claudia S. Friedrich als Stellvertreterin und Robin Auer als Stellvertreter sowie Simon Daubermann, Ilka Eiche und Felix Kosok. Im Jahr 2022 sind Ilka Eiche, Bettina Knoth und Rolf Mehnert, jeweils aus persönlichen Gründen, von ihrem Amt im Vorstand zurückgetreten. Der DDC wurde vom verbleibenden Vorstand mit Claudia S. Friedrich als Sprecherin, Robin Auer als Stellvertreter sowie Simon Daubermann und Felix Kosok weitergeführt.
Am 1. März 2024 wurden Thomas Jäger, Simone Leitenberger, Michael Menge,  Bettina Otto, Dara Sepehri, Susanne Wacker und Wolf U. Wagner in den Vorstand gewählt.
Seit Anfang 2024 befindet sich das DDC-Office, von dem aus die DDC-Geschäftstellenleiterin Claudia Laufs die Geschicke des Vereins organisiert, in der Gartenstraße 8 in Frankfurt am Main.
Zum März 2024 wurde der Deutsche Design Club mit Hinblick auf Diversität und Gendergerechtigkeit umbenannt. Dies wurde in der Mitgliederversammlung 2023 mehrheitlich befürwortet. Vormals hieß er Deutscher Designer Club.

## Ausrichtung von Gestaltungswettbewerben
Im Jahr 2000 führte der Verein zum ersten Mal den Gestaltungswettbewerb Gute Gestaltung mit dem Schwerpunkt vernetzte Kommunikation durch. Seither findet der Wettbewerb jährlich statt und richtet sich neben Gestaltern und Auftraggebern aus Deutschland auch an Designer aus Österreich und der Schweiz. Einreichungen erfolgen in zehn Kategorien: Produkt, Digital Media, Film, Werbung, Raum/Architektur, Unternehmenskommunikation, Geschäftsberichte, Corporate Design, Excellent Arts, Zukunft (Studentenarbeiten). Neben der Vergabe von Awards und Medaillen wird jährlich die höchste Auszeichnung, der Grand Prix verliehen.
Der Wettbewerb wurde seit 2008 als Bestandteil des Rankings der Zeitschrift Page zur jährlichen Wahl der fünfzig kreativsten deutschen Agenturen und Designbüros sowie als Wettbewerb für das Horizont-Ranking aufgenommen. Die vom DCC ausgezeichneten Arbeiten wurden bis 2016 in der jährlich erscheinenden Wettbewerbsdokumentation Gute Gestaltung publiziert und in der Ausstellungsreihe Gute Gestaltung on tour präsentiert. Der Preis und die Veröffentlichung waren bis 2019 mit Kosten für den Einreichenden verbunden. Mit dem Wettbewerb WAS IST GUT ab 2021 haben sich die Einreiche-Gebühren verändert.
Ab dem Jahr 2021 wurde der Wettbewerb Gute Gestaltung vom Wettbewerb WAS IST GUT abgelöst. Unter der Schirm—schaft von Friedrich von Borries wurde nach Projekten gefragt, die die Welt verbessern. Die Gewinner wurden von den Teilnehmenden basisdemokratisch ermittelt. 2023 ging der DDC-Wettbewerb WAS IST GUT unter dem Motto Wert/e in die zweite Runde. Die Schirm—schaft hatte Kirsten Dietz inne. Erneut wurden die Gewinner diskursiv, partizipativ und demokratisch von den Teilnehmenden selbst ermittelt.

## Formate des Clubs
Das Netzwerk Women of DDC wurde 2019 von sieben Initiatorinnen vorgestellt und hat zum Ziel, die Sichtbarkeit von Frauen im Design zu erhöhen und zu fördern. Regelmäßig werden Women's Tables veranstaltet, die offline oder online stattfinden. Am 25. März 2023 veranstalteten die Women of DDC einen Countathon, bei dem die Teilnehmerinnen für das Projekt „Designjurys ausgezählt“ des Deutschen Designtages die Geschlechter-Besetzung von Designjurys auszählten. Mit dem Format Learn & Burn geben die Women of DDC ihre Erfahrungen als Mentorinnen an jüngere Gestalterinnen weiter.
Die DDC Salons sind Veranstaltungen in den verschiedenen Regionen Deutschlands, die von den DDC Directors selbstständig organisiert werden. So gibt es DDC Salons in München, Stuttgart, Düsseldorf, Frankfurt, Berlin und Hamburg.
Die DDC Werkstatt ist ein besonderes Format, bei der DDC-Mitglieder ein anderes DDC-Mitglied besuchen.
Im März 2022 veranstaltete der DDC den Konvent Demokratie gestalten in Frankfurt am Main. Bei dem DDC-Konvent erarbeiteten die Teilnehmenden in Workshops Antworten auf die Frage, welchen Beitrag Designerinnen und Designer zur Demokratie leisten können? Als Ergebnis aus dem Konvent gingen die Zehneinhalb Thesen zum Design für die Demokratie hervor. Der Konvent wurde unter anderem vom Kulturfonds FrankfurtRheinMain und der Bewerbung zur World Design Capital FrankfurtRheinMain gefördert. Maßgeblich wurde der Konvent Demokratie gestalten und das Event zur Vorstellung der Zehneinhalb Thesen zum Design für die Demokratie am 4. Oktober 2022 vor der Paulskirche in Frankfurt am Main vom damaligen DDC-Vorstand Felix Kosok kuratiert. Bei dem Event zur Präsentation der Thesen diskutierten unter anderem der Publizist Michel Friedman und Nicole Deitelhoff, die Leiterin der Hessischen Stiftung Friedens- und Konfliktforschung, die Rolle von Designerinnen und Designer in der Demokratie. Frankfurts Kulturdezernentin Ina Hartwig eröffnete die Veranstaltung.

## Publikationstätigkeit
Einen Schwerpunkt der Arbeit sieht der Verein in der Herausgabe von Fachpublikationen, Zeitschriften und Monografien. Die eingereichten Beiträge des Wettbewerbs Gute Gestaltung und die Preisträger in den verschiedenen Kategorien werden in der zweisprachigen Dokumentation Gute Gestaltung  – hervorgegangen aus dem Deutschen Designbuch – publiziert. In den letzten Jahren wird vom Verein darüber hinaus eine thematische Schriftenreihe zur Designgeschichte und Monografien bedeutender Designer verlegt. Die Publikationen des Vereins erfolgen zum Teil in Kooperation mit dem Birkhäuser Verlag und sind in vielen Bibliotheken zu finden. Von 2018 bis 2019 erschien anstelle einer klassischen Award-Publikation ein Magazin: das DDC MAG, was von der Berliner Agentur formdusche gestaltet wurde. 2021 erschien ein Heft zum DDC-Wettbewerb WAS IST GUT unter dem Titel 266 weltverbessernde Projekte – ein Prozess. 2024 wurde der Rückblick auf den DDC-Wettbewerb WAS IST GUT unter dem Motto Wert/e als Buchform im Verlag form herausgegeben.
Seit 2018 betreibt der DDC auch ein Online-Magazin, in dem unter dem Titel Design Diskurs monatlich Essays von DDC Mitgliedern und weitere Autoren und Autorinnen erscheinen, die sich mit der Rolle von Design in der Transformation befassen. Seit März 2024 wird der Design Diskurs von der Designhistorikerin Gerda Breuer (DDC-Mitglied) kuratiert. Außerdem erscheint monatlich ein Newsletter des DDC.
Seit 2021 gibt es den DDCAST, der Podcast des DDC, der jede Woche Persönlichkeiten aus dem Design und angrenzenden Disziplinen zum Gespräch bittet. Moderiert wird der DDCAST von Georg-Christof Bertsch, produziert von Rainer Gehrisch. Er gehört zu den erfolgreichsten Design-Podcasts im deutschsprachigen Raum und wird vom Rat für Formgebung im Katalog seiner Designbibliothek aufgenommen und verschlagwortet. Darüber hinaus wird er auch in zwei Online Public Access Catalogs (OPACs) geführt. Es sind bereits über 180 Folgen des DDCASTs erschienen (Stand März 2024).

## Wirkung
Neben dem Wettbewerb, über den in Fachpublikationen berichtet wird, den Publikationen und Treffen wirkt der DDC auch durch seine lehrenden Mitglieder (etwa 40 von 200). Der Verein ist Mitglied im Rat für Formgebung, im Deutschen Designtag und kooperiert mit weiteren Partnern im Sinne seiner Ziele.

## Ehrenmitglieder
Der Deutsche Design Club zeichnet regelmäßig Persönlichkeiten des Design und ihr Lebenswerk oder herausragende Leistungen mit einer Ehrenmitgliedschaft des Vereins aus.
- 1993 Gerd A. Müller (†)
- 1996 Albrecht Graf von Goertz (†)
- 2000 Olaf Leu (ausgeschieden 2017)
- 2001 Othmar Severin (†)
- 2002 Fritz Rau (†)
- 2002 Günther Kieser (†)
- 2003 Kurt Weidemann (†)
- 2004 Dieter Rams
- 2005 Ben Oyne
- 2006 Sigi Mayer
- 2007 Peter Raacke (†)
- 2008 Claus A. Froh
- 2009 Herbert H. Schultes (†)
- 2010 Rido Busse (†)
- 2011 Will McBride (†)
- 2012 Jil Sander
- 2013 Michael Conrad
- 2014 Bazon Brock
- 2015 Mike Meiré
- 2016 Philipp Mainzer & Farah Ebrahimi
- 2017 Stefan Diez
- 2018 Anette Lenz
- 2019 Arno Brandlhuber
- 2021 Gesche Joost
- 2023 Vera Baur & Ruedi Baur

## Publikationen (Auswahl)
- Tassilo von Grolmann: Das deutsche Designbuch No.1. DDC (Hrsg.), Deutscher Fachverlag Frankfurt am Main, 1993, ISBN 3-87150-440-8.
- Das deutsche Designbuch No.2, DDC (Hrsg.), Deutscher Fachverlag Frankfurt am Main, 1996, ISBN 978-3-87150-498-3.
- Kommunikation Vernetzt. Birkhäuser, Berlin 2003, ISBN 978-3-7643-0344-0, 2 Bände.
- Gute Gestaltung 05 – preisgekrönte Arbeiten aus Architektur, Corporate Design, Internet, Kommunikations- und Produktdesign. Birkhäuser, Basel, Boston, Berlin 2005, ISBN 978-3-7643-7236-1.
- Gute Gestaltung 10. Birkhäuser, Basel, Boston, Berlin 2010, ISBN 978-3-0346-0557-1.
- Gute Gestaltung 13. Birkhäuser, Frankfurt 2013, ISBN 978-3-03821-565-3.
- Metamorphosen – Design zwischen Erneuerung und Anpassung. DDC Designbibliothek HISTORY 1, Deutscher Fachverlag, Frankfurt am Main, 2011.
- Metamorphosen – Die Neue Amerikanische Schule. DDC Designbibliothek HISTORY 3, Deutscher Fachverlag, Frankfurt am Main, 2013.
- i.R. – im Ruhestand: Olaf Leu im Ruhestand. DDC Designbibliothek Personality, Deutscher Fachverlag, Frankfurt am Main, 2013.
- Zeitschrift: Tue Gutes und rede darüber – Do good things and talk about it. Birkhäuser, Basel 2004.
- Periodika: Kommunikation Vernetzt. Birkhäuser, Basel 2000–2003.
- 266 Weltverbessernde Projekte – Ein Prozess, Frankfurt 2022, ISBN 978-3-9815288-9-3.
- DDC Designwettbewerb WAS IST GUT 2023 – diskursiv, partizipativ, demokratisch, Verlag form, Frankfurt, März 2024, ISBN 978-3-943962-75-8.